# Institut informacijskih znanosti
Institut informacijskih znanosti (IZUM) je slovenski javni zavod s sedežem v Mariboru, ki ga je leta 1992 ustanovila Republika Slovenija kot informacijski servis slovenske znanosti, kulture in izobraževanja.
Status in dejavnost IZUM-a sta primarno vezana na razvoj in delovanje sistema in servisov COBISS (Kooperativni online bibliografski sistem in servisi), ki predstavlja temelj knjižničnega informacijskega sistema Slovenije ter knjižničnih informacijskih sistemov nekaterih drugih držav, povezanih v mrežo COBISS.net.
Leta 2011 je UNESCO podelil IZUM-u status regionalnega centra za knjižnične informacijske sisteme in informacijske sisteme o raziskovalni dejavnosti. IZUM je tako postal Unescov center II. kategorije.
Od leta 2009 se podatki iz vzajemne bibliografsko-kataložne baze podatkov slovenskih knjižnic COBIB.SI prenašajo tudi v svetovni vzajemni katalog WorldCat.
Ob upravljanju sistema COBISS in virtualne knjižnice Slovenije (COBISS+) je IZUM vzpostavil in aktivno upravlja tudi Informacijski sistem o raziskovalni dejavnosti Slovenije (SICRIS). Poleg tega IZUM slovenskim uporabnikom s področij znanosti, kulture in izobraževanja omogoča še dostop do nekaterih drugih storitev, servisov in tujih baz podatkov.